# Nadhim Zahawi
Nadhim Zahawi (arabisk: ناظم الزهاوي; født den 2. juni 1967) er en irakisk-født britisk konservativ politiker, som var Storbritanniens finansminister fra 5. juli 2022 til 6. september 2022 og tidligere har haft andre ministerposter.

## Politisk karriere
Nadhim Zahawi blev født i Bagdad i en kurdisk familie, som flygtede fra Saddam Husseins regime, da Zahawi var 9 år gammel. Han er uddannet fra bl.a. kostskolen Kings' College School i Wimbledon og University College London med en bachelorgrad som kemiingeniør.
Zahawi blev første gang valgt til Underhuset i det britiske parlament i 2010. Han blev udnævnt til børne- og familieminister i Theresa Mays regering i 2018 og senere, i 2021, til undervisningsminister i Boris Johnsons regering Han var ansvarlig for udrulningen af vacciner under Covid-19 epidemien i Boris Johnsons anden regering.
Den 5. juli 2022 blev han udnævnt til finansminister (Chancellor of the Exchequer), efter at Rishi Sunak trak sig fra posten i protest mod Boris Johnsons embedsførelse. Da Liz Truss blev premierminister, blev han afløst af Kwasi Kwarteng den 6. september 2022.